# Équipe des États-Unis féminine de softball
Uniformes
L'Équipe des États-Unis féminine de softball est l'équipe nationale féminine de softball des États-Unis. Dirigée par USA Softball, elle prend part aux compétitions internationales de softball. Dominante pendant des années 1970 à aujourd'hui, elle a remporté onze titres de championnats du monde et trois titres olympiques à Atlanta en 1996, Atlanta en 2000 et Athènes en 2004. En 2008, l'équipe est battue à la surprise générale par le Japon.